# Coline Clauzure
Coline Clauzure (24 de septiembre de 1998) es una deportista francesa que compite en ciclismo de montaña en la disciplina de campo a través.
Ganó tres medallas en el Campeonato Mundial de Ciclismo por Eliminación entre los años de 2018 y 2022, y dos medallas de plata en el Campeonato Europeo de Ciclismo de Montaña, en los años 2018 y 2019.

## Medallero internacional
| Campeonato Mundial | Campeonato Mundial     | Campeonato Mundial | Campeonato Mundial |
| Año                | Lugar                  | Medalla            | Competición        |
| ------------------ | ---------------------- | ------------------ | ------------------ |
| 2018               | Chengdu (China)        | Medalla de oro     | Eliminación        |
| 2019               | Waregem (Bélgica)      | Medalla de bronce  | Eliminación        |
| 2022               | Barcelona (España)     | Medalla de plata   | Eliminación        |
| Campeonato Europeo |                        |                    |                    |
| Año                | Lugar                  | Medalla            | Competición        |
| 2018               | Graz (Austria)         | Medalla de plata   | Eliminación        |
| 2019               | Brno (República Checa) | Medalla de plata   | Eliminación        |